# Heinrich Rieker
Heinrich Rieker (* 29. Dezember 1925 in Berlin; † 2. August 2015) war ein deutscher Journalist und Schriftsteller.

## Leben
Sein Schulbesuch wurde im Zuge des Zweiten Weltkrieges durch Einberufung zum Wehrdienst und Kriegsgefangenschaft für zwei Jahre unterbrochen. Nach der Rückkehr holte er 1948 sein Abitur nach. Anschließend nahm er in Berlin und Erlangen ein Studium der Rechtswissenschaften und Philosophie auf. 
Riekers journalistische Laufbahn begann bei den Nürnberger Nachrichten. Er war zudem als Reporter im Ausland sowie als Mitarbeiter bei verschiedenen Zeitschriften, Illustrierten und Hörfunksendern tätig. Darüber hinaus gehörte er auch der Bundespressekonferenz an. Es folgte eine Anstellung bei der Deutschen Zeitung. 1962 wechselte er schließlich in das Wirtschaftsressort des Rheinischen Merkur, das er zwischen 1981 und 1990 leitete. Dann verließ er die Zeitung, um sich vermehrt eigenen publizistischen Tätigkeiten zu widmen.

## Auszeichnungen
- 1966: Theodor-Wolff-Preis
- 1970: Theodor-Wolff-Preis

## Publikationen
- Heinrich Rieker: Alltag im Jahre 2000. Eine Dokumentation über die Zukunft. Herder, Freiburg im Breisgau 1966
- Heinrich Rieker: Nicht schiessen, wir schiessen auch nicht! Versöhnung von Kriegsgegnern im Niemandsland 1914-1918 und 1939-1945, Donat, Bremen 2006, ISBN 978-3-938275-18-4.
- Heinrich Rieker: Das Drama der Panzerduelle. Erlebnisse im Zweiten Weltkrieg. Shaker, Herzogenrath 2009, ISBN 978-3-86858-238-3
- Heinrich Rieker: Unsere zweite Haut. Kurzgeschichten. Shaker, Herzogenrath 2010, ISBN 978-3-86858-239-0

| Personendaten    | Personendaten                           |
| ---------------- | --------------------------------------- |
| NAME             | Rieker, Heinrich                        |
| KURZBESCHREIBUNG | deutscher Journalist und Schriftsteller |
| GEBURTSDATUM     | 29. Dezember 1925                       |
| GEBURTSORT       | Berlin                                  |
| STERBEDATUM      | 2. August 2015                          |